# Postai bélyegző

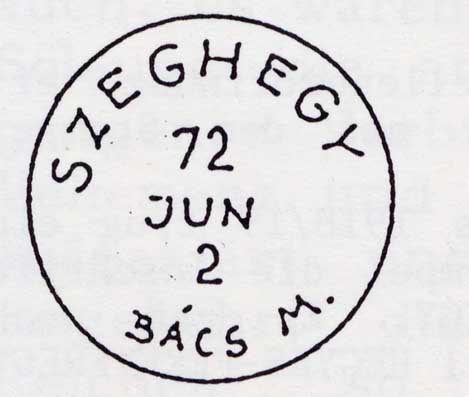
Szeghegy postabélyegző nyomata (1872. június 2. Bács megye

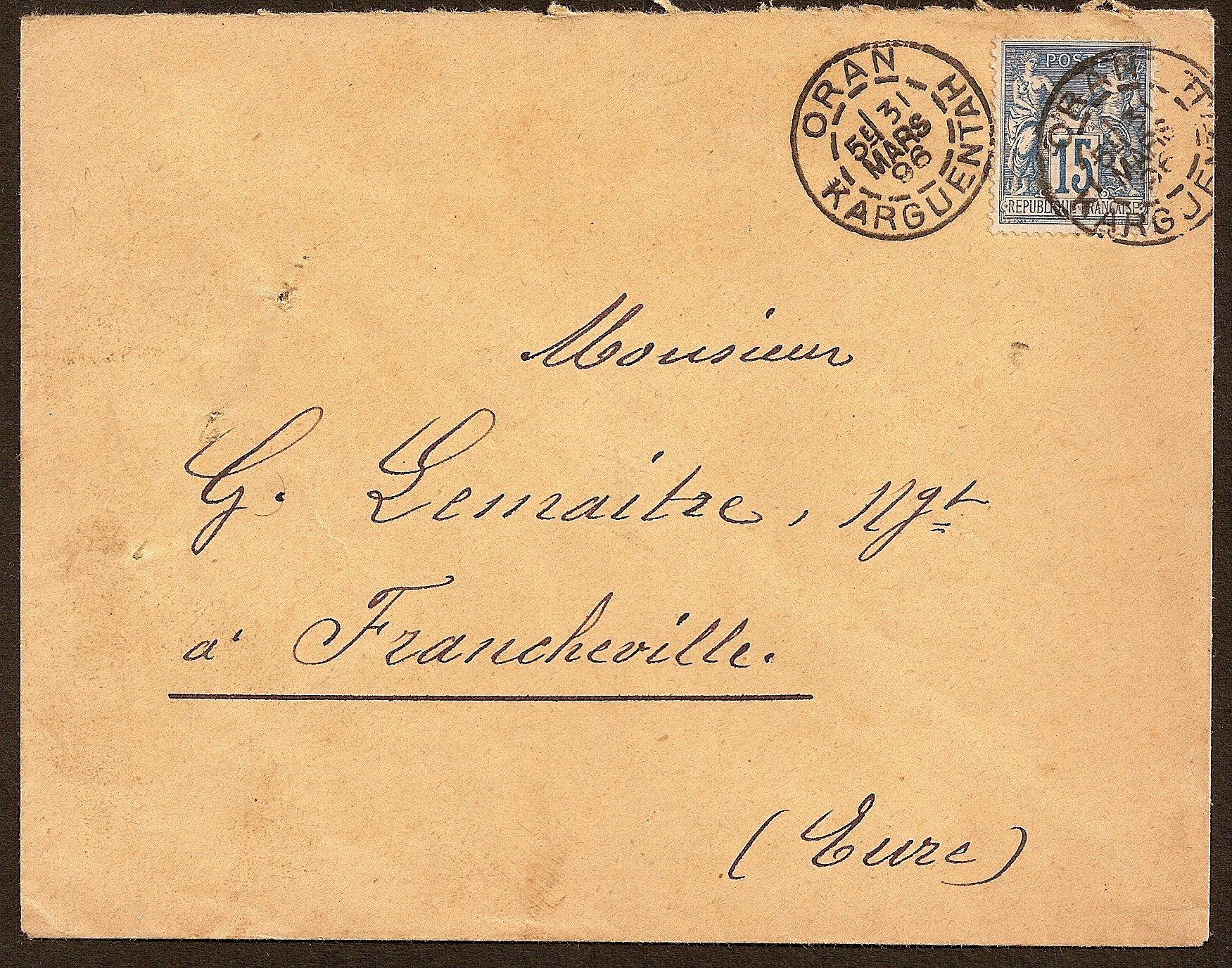
Francia postabélyegző lenyomata 1896-ból

A postai bélyegző lenyomata a postai küldemények és okmányok megjelölésére szolgál. Szokás szerint tartalmazza a helyet, a postára érkezés dátumát és időpontját. Az esetleg a küldeményen szereplő bélyegek is a lenyomattal lesznek érvénytelenítve.
Postai bélyegzőket hosszabb időtartamra alkalmaznak, rajtuk a dátumot és adott esetben az időpontot is aktualizálva. Léteznek azonban adott alkalomra készített bélyegzők, az alkalmi bélyegzők. Elsőnapi bélyegzőnek nevezik azokat a bélyegzőket, melyek a bélyeg kibocsátási dátumával vannak ellátva.

## Története
A legkorábbi ismert bélyegző 1449-ben Velencében, Itáliában kapott alkalmazást. Ennek az egyszerű bélyegzőnek a felirata „Mediolarum Cursores“ ( kb. „Milánói kurír “) volt, szerepelt rajta Francesco Sforza Milánó grófjának címere.
Mivel a reneszánsz idejéig szinte semmilyen boríték nem maradt ránk, ezért a bélyegzők történetét nagyon nehéz nyomon követnünk. Csak a 17-ik század közepétől kezdődően maradt ránk nagyobb számban postai bélyegző. Feladatuk ezeknek szokásosan az volt, hogy a hivatalnokok kézírással teljesített munkájukban segítséget nyújtsanak, megkönnyítve a beérkezés és távozás dokumentálását az egyes küldeményeket tartalmazó dokumentumokban. Kezdetben csak egysorosak voltak a hely megjelőlésével. Az első ismert bélyegző, melyen a dátum is szerepelt 1661-ből való. Későbbi bélyegzők már időpontot is mutatnak.
Igen korán megjelent a „fizetve” – bélyegző, melyek az előlegként fizetett portót igazolták. Az első ilyen bélyegző 1681-ből származik és Londonban alkalmazták. Felirata „Paid One Penny”. Johan Georg Khumertől , a Kärnten-i Friesach császári és királyi postamesterétől származik egy modern bélyegző.
A 19. században bevezetett első postabélyeg megjelenésével megváltozott a postai bélyegző felhasználási célja. A bélyegzés már nem csak a szállítás bizonyítékaként szolgált, hanem egyidejűleg megakadályozta a bélyeg ismételt felhasználását azzal, hogy a bélyegzés a bélyeg felületét is érintette.

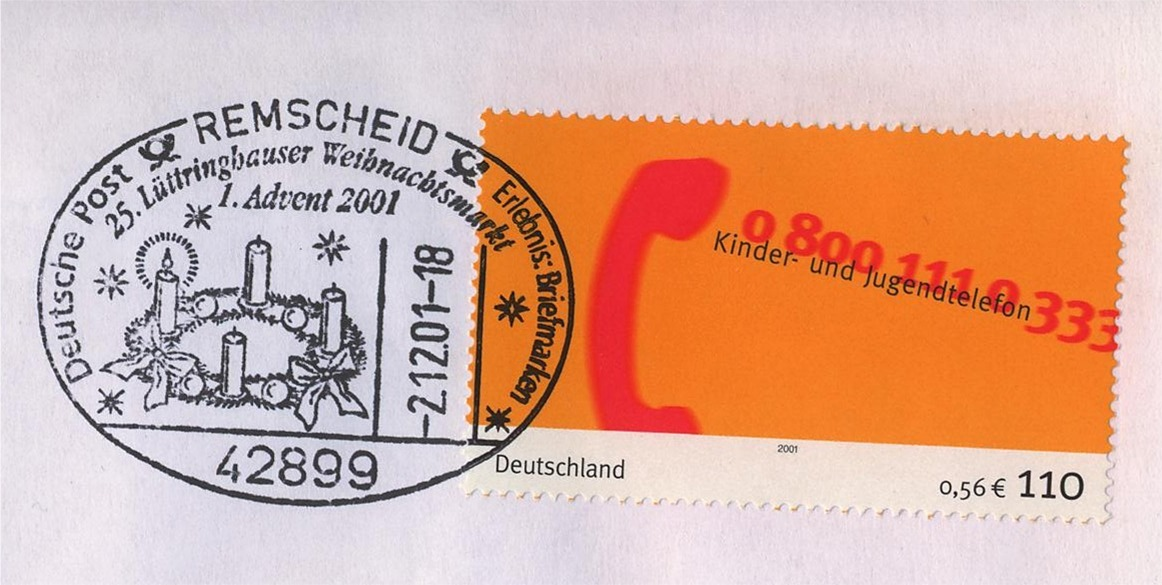
A 25. Lüttringhauser-i karácsonyi piac alkalmából megjelent különbélyegző 2001-ben

Sok országban , például az Egyesült Királyságban a bélyegeket a mindenkori uralkodó portréjával jelentették és jelentetik meg. A hivatalnokoknak természetesen nem volt szabad az uralkodó arcát elcsúfítani, hanem ezt gondosan el kellett kerülniük. 1850-ben Spanyolországban emiatt a bélyegző alakja egy négylevelű lóhere formáját kapta, mely Izabella királynő arcát volt hivatva keretbe foglalni.
A levelek útját postai bélyegzők dokumentálták. A huszadik század első felében elég megszokott dolog volt, hogy a leveleket mind a felvételükkor, mind a kézbesítés helyén lévő hivatalban lebélyegezték. A különleges küldeményfajtákat bélyegzők jelezték, például a légiposta útján, vagy a vasúti posta útján továbbítandó küldeményeket. Meghatározott kísérő pecsétek határozták meg például az ajánlott küldeményeket ( az „R-bélyegző“ esetén a címzett aláírása igazolta a kézbesítést ). Bélyegzőt használtak a címzettől igényelt portó jelzésére a küldeményen, ha a feladó kevesebb bélyeggel látta el a küldeményét a szükségesnél, vagy ezekből egyik-másik elveszett.
Egyre inkább felismerték a postai bélyegzőkben reklámhordozót és így jöttek létre az olyan külön bélyegzők, melyek egy korlátozott időtartamra szóltak és egy meghatározott eseményhez kötődtek. 1983-ban jelent meg Németországban, Lipcsében egy ilyen alkalmi bélyegző.

## Postai bélyegzők a különböző országokban

### Magyarország
Hazánkban 1752-ben a debreceni postahivatalban alkalmaztak először postai bélyegzőt.
"E bélyegzőket rendesen acélba vésik; köriratuk a postahivatal neve, azon belül az évszám, a hó és a nap, nagy hivataloknál ezenfelül a napszak (É=éjjel, N=nappal) és az óra, esetleg a kezelési osztály megjelölése. A feladás bélyegzőjét a címlapon, az érkezését a hátlapon alkalmazzák, kivéve a nyilt levelezőlapokon, ahol az utóbbi a címlapra kerül. Hirlapjeggyel bérmentesített hirlapokat csak az érkezéskor bélyegzik le időmegtakarítás kedvéért, mert a feladás helye és ideje ezeknél amugy is ismeretes. A bélyegzés a milliókra menő levelezésnél igen jelentékeny munkát és időt kiván és azért már régóta kisérleteznek bélyegző gépekkel; legjobbak eddigelé az amerikai bélyegző gépek, amelyek egyenlő vagy legalább hasonló formáju levelezésből óránkint 60000 darabot lebélyegeznek, mig a leggyorsabb kezü ember ennek legfeljebb ötödrészét végzi. Nálunk a közönség még mindig olyan sokféle alaku borítékot használ és a levéljegyeket is olyan rendszertelenül alkalmazza, hogy bélyegző gép sikerrel nem alkalmazható, pedig számbavehető időnyereséggel" (A Pallas nagy lexikona (1893-1897 )
Magyarország területén a fő postai útvonalak a 18. század első felében alakultak ki. A kezdetben 17 állomással működő postai útvonal a Budapest – Kecskemét – Szeged – Temesvár – Lugos – Szászváros – Nagyszeben – Brassó irányt követte. Ennek a főútvonalnak a mellékágaként működött a Sepsiszentgyörgy – Kézdivásárhely vonal. Sepsiszentgyörgyön 1835-ben létesült postahivatal.
A postai szolgáltatás tökéletesítésének, pontos működésének fontos kelléke volt a postai bélyegző, mellyel a postai szállítmányok, levelek, csomagok, útraindításának-érkezésének idejét lehetett rögzíteni. A különböző díjak és postai illetékek lerovásának eszköze is volt.
Magyarországon a 2003. évi CI. törvény alapján a postai szolgáltatónak, a küldemények feldolgozását a szolgáltató azonosítására alkalmas időbélyegzővel kell ellátnia.

### Németország

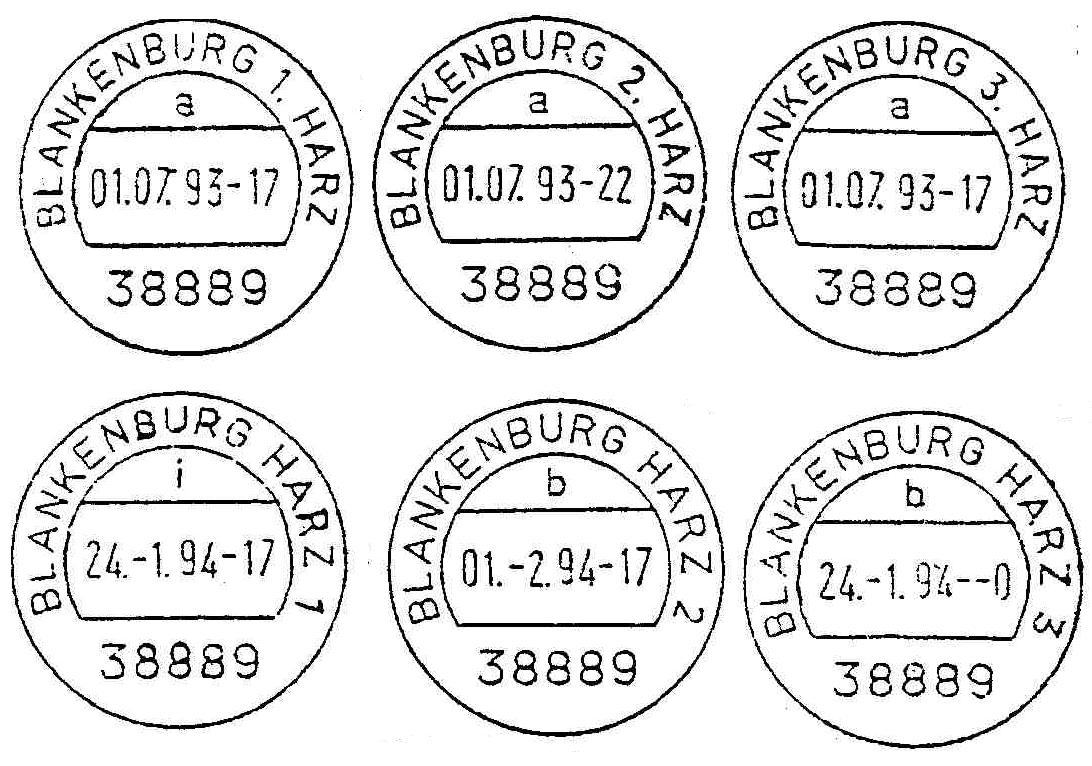
Különböző pecsétek Blankenburgból 1993 és 1994-ből

A postai bélyegző lenyomatok csaknem kizárólag fekete színben találhatók meg Németországban. Kör alakúak, egy vagy két körből álló bélyegző lenyomatok. A körön belül és fent van a hely megjelőlése, a középen a dátum és esetleg az időpont, míg a postai irányítószámot alul találhatjuk meg. A levélcentrumok bevezetését követően az irányítószám eltünt, mert azokat már nem lett volna képes pontosan visszaadni, helyén egy postakürt áll ma már. A centrumot magát a pecsét középső mezeje mutatja a közös irányítószámok első két számjegyével (Briefzentrum NN).
A bélyegek 1840-es bevezetésekor több mint 200 bélyegző forma és eltérő színű bélyegző párnák voltak használatosak, melyet a gyűjtők előszeretettel gyűjtenek. A bélyegzők nem mindig és mindenütt tartalmazták a hely és a dátum adatait. Einen Némának nevezik a felirat nélküli bélyegzőt, számbélyegzőnek nevezik azt, amelyen csak egy középen elhelyezett szám van, hely-bélyegzőnek nevezik azt, amely csak a helyet adja meg és napi bélyegzőnek azt, amely csak a napot tünteti fel. Vannak elnevezések, melyek a formát adják vissza: négyszögű, ív, malomkerék, kerek, egy és kétkörös stb.

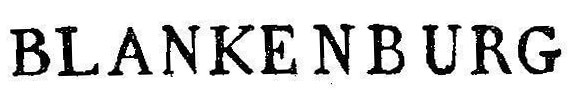
Egysoros bélyegző
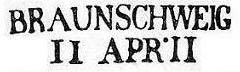
Kétsoros bélyegző
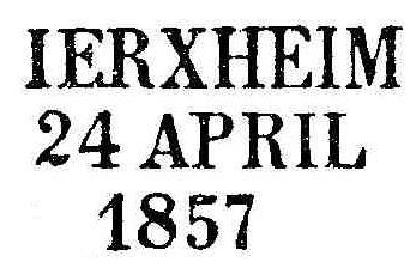
Három soros bélyegző
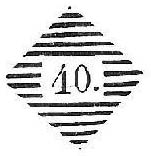
Csíkozott rombusz alakú bélyegző
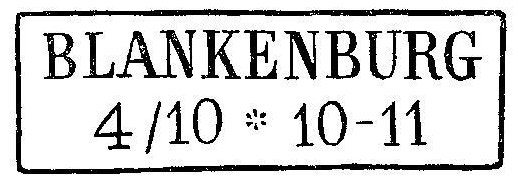
Négyszög alakú bélyegző
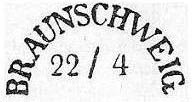
Szöveg bélyegző, egysoros ívelt
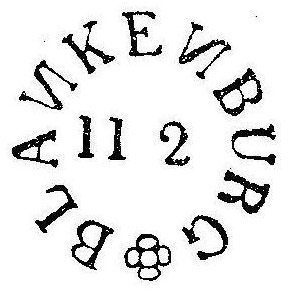
Kör alakú bélyegző 1 sorral
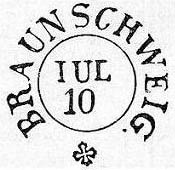
Kör alakú bélyegző körrel és két sorral
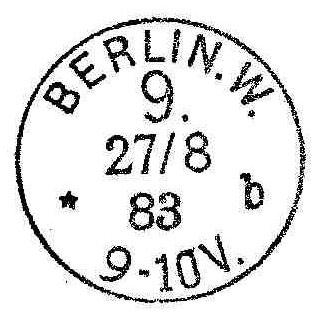
Körben foglalt szöveg
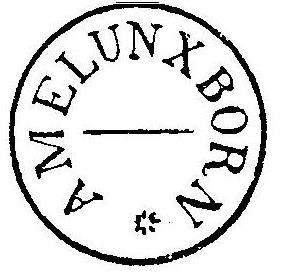
Körben foglalt szöveg és hely a dátum kézi beírásához
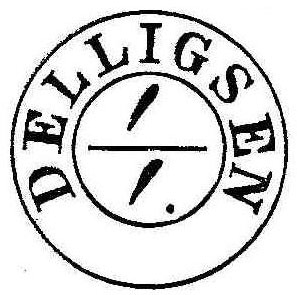
Két körös bélyegző benne hely a dátumok kézi beírásához
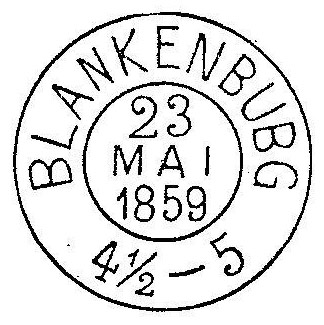
Két körös bélyegző
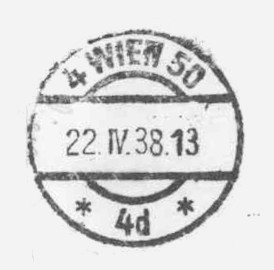
Két körös bélyegző középen összekötő szöveg léccel
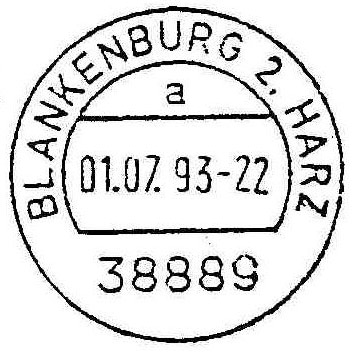
Két körös bélyegző alul elhelyezett szöveg léccel
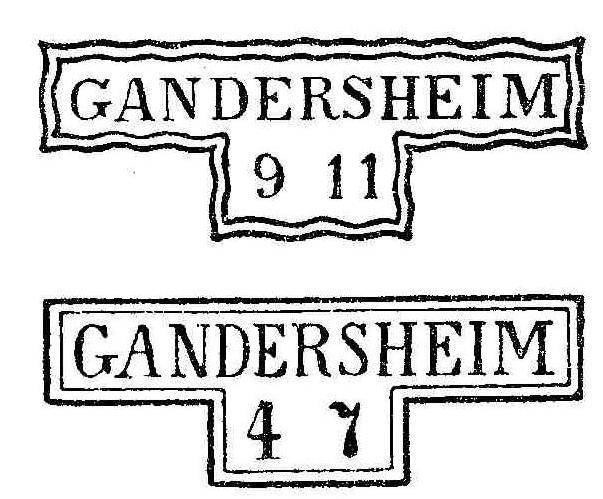
Kalapács formájú bélyegző Gandersheimből
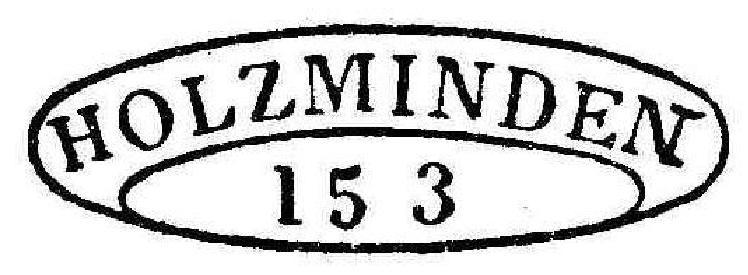
Csat alakú bélyegző Holzmindenből
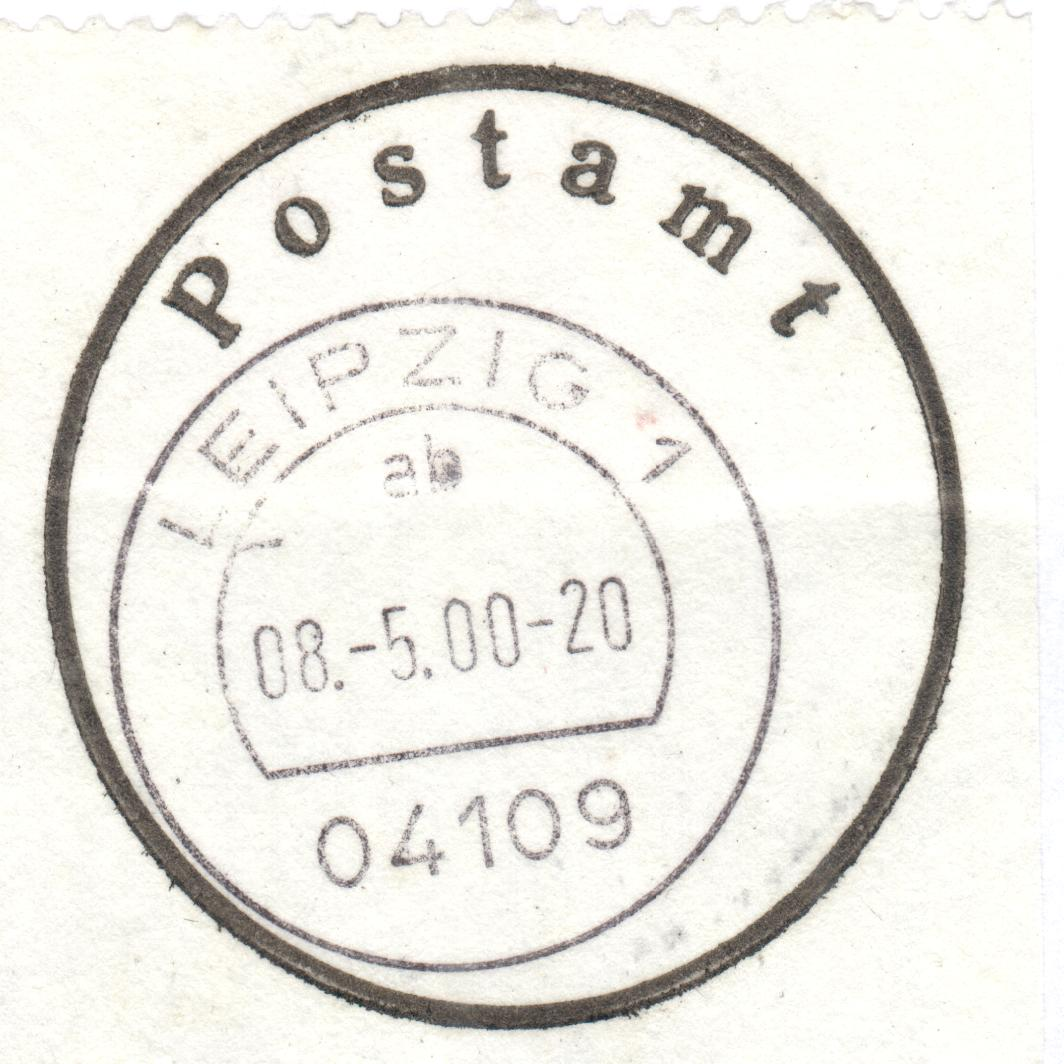
A Lipcse 1-es postafiók bélyegzője
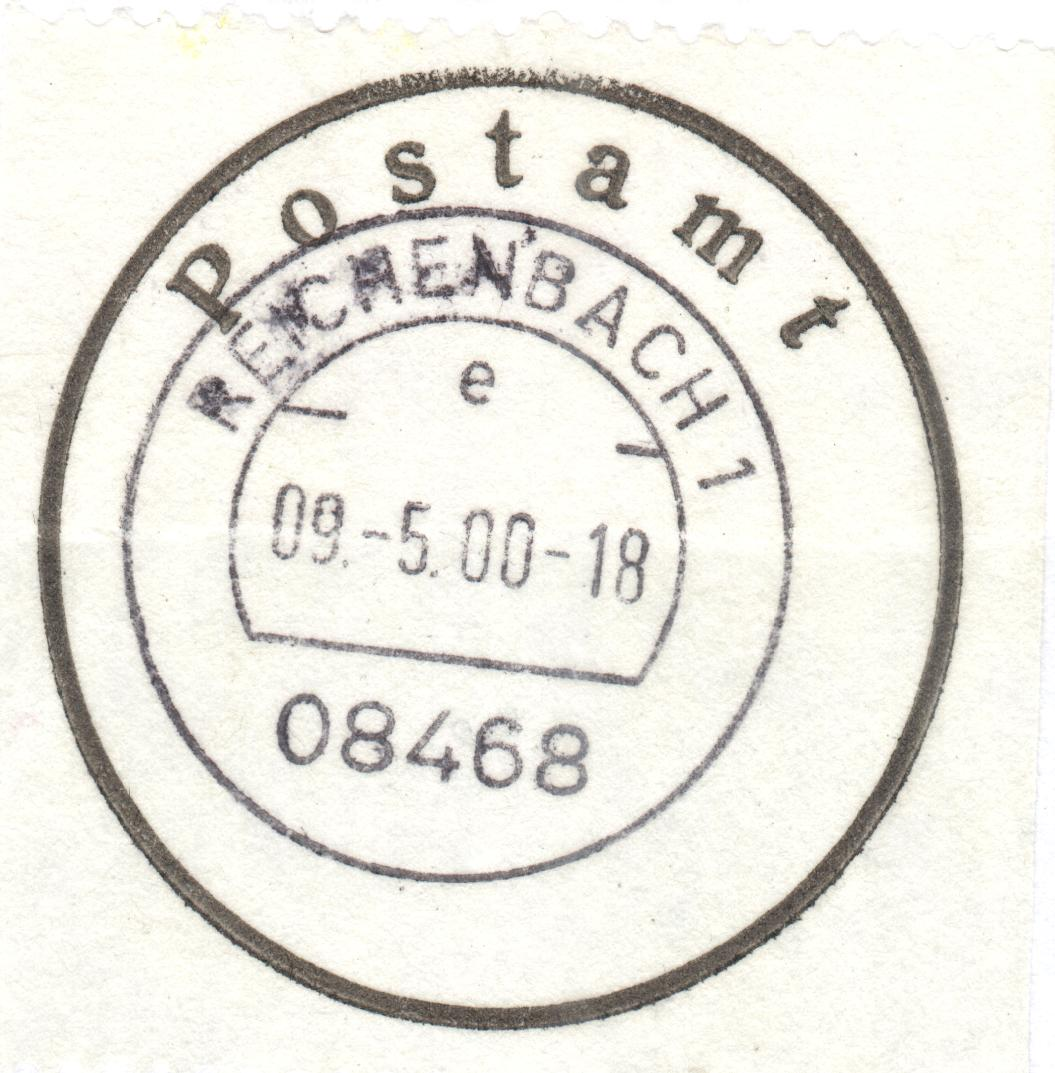
A Reichenbach 1-es postafiók bélyegzője

A postai irányító számok bevezetése kihatott a postai bélyegzők formájára. Előbb zárójelekben helyezték ezt el a kettős körön belül a hely megjelölése elé, később, 1961 után az irányító szám a bélyegző alsó harmadába, középre került. A levélközpontok bevezetésével és az ezzel együtt járó központi feldolgozással a postabélyegző felvevőhelyet és érkezési helyet dokumentáló szerepe elsorvadt, ehelyett, a felvételi hely megjelölés helyén a „levélcentrum“ szöveg jelent meg kiegészítve az irányító szám első két jegyével. Az irányító szám korábbi helye üres lett. A közelmúltban a levélcentrumok pecsétjein az irányítószámok korábbi helyén egy stilizált postakürt szerepel, a Deutsche Post AG szimbolikus azonosítója.

### Ausztria
Ausztriában a pecsétek a kelet és egyben a hely adatait tartalmazzák. Az osztrák bélyegek és első napi bélyegzők az egész világon keresettek a gyűjtők körében, hangsúlyozza az Österreichische Post AG.
További különlegességek a regionális postafiókok, mint például a Christkindlben lévő 4411-es , vagy a Kübben lévő történelmi postahivatal és az általuk használt különleges bélyegzők.
A bélyegzőket a felvevő helyek és a kézbesítő helyek is használják.
Mégis egész éven át vannak különleges bélyegzők. Abból lehet kiindulni, hogy havonta 10-15 jelenik meg belőlük különféle alkalmakkor.
 Különlegességek a légiposta, a ballonposta, a rakéta posta. Természetesen a vasút adja a legnagyobb részét a forgalomnak.

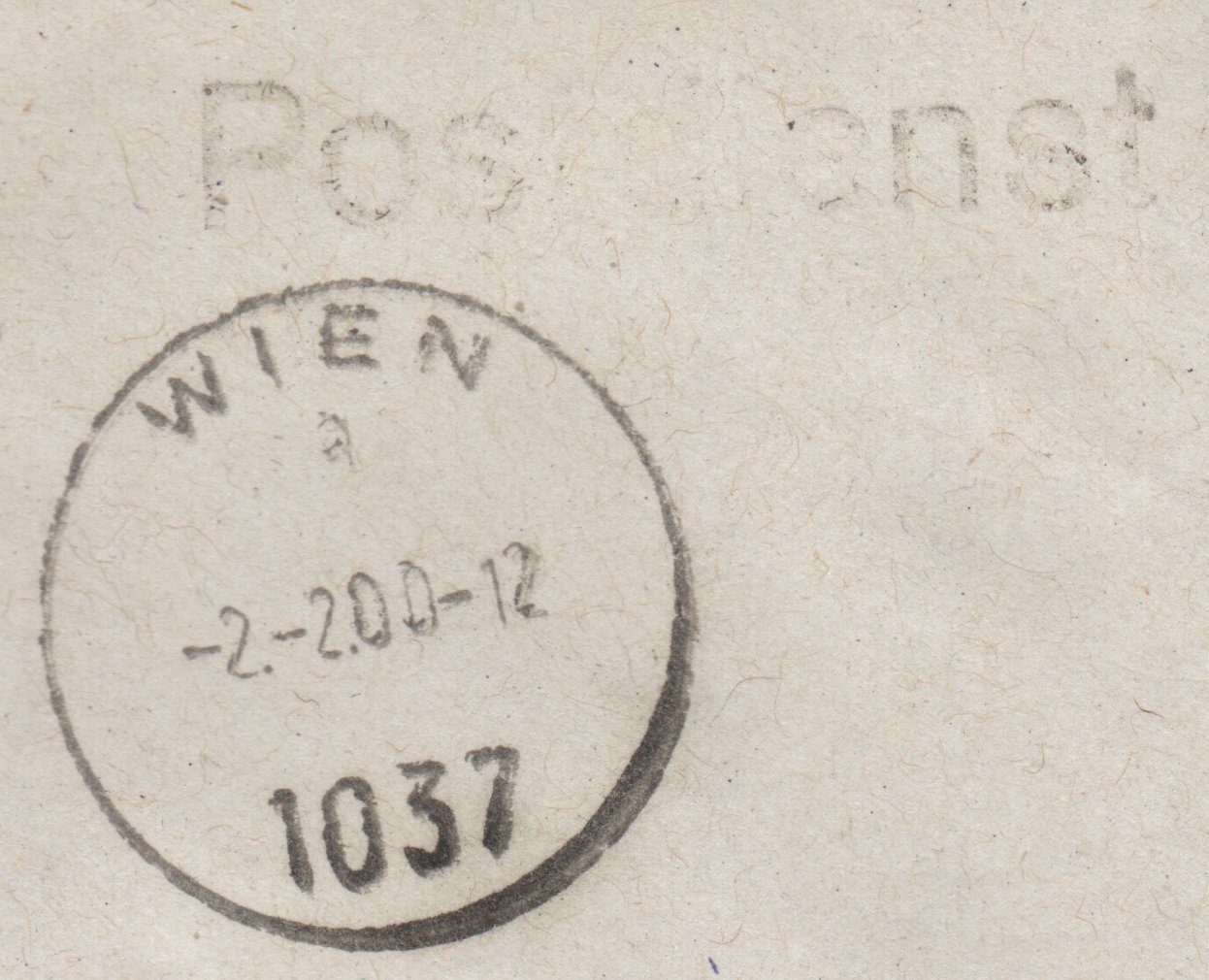
A bécsi 1037-es postafiók bélyegzője. Különlegessége, hogy egy postaszolgálati levélről van szó.2000. február
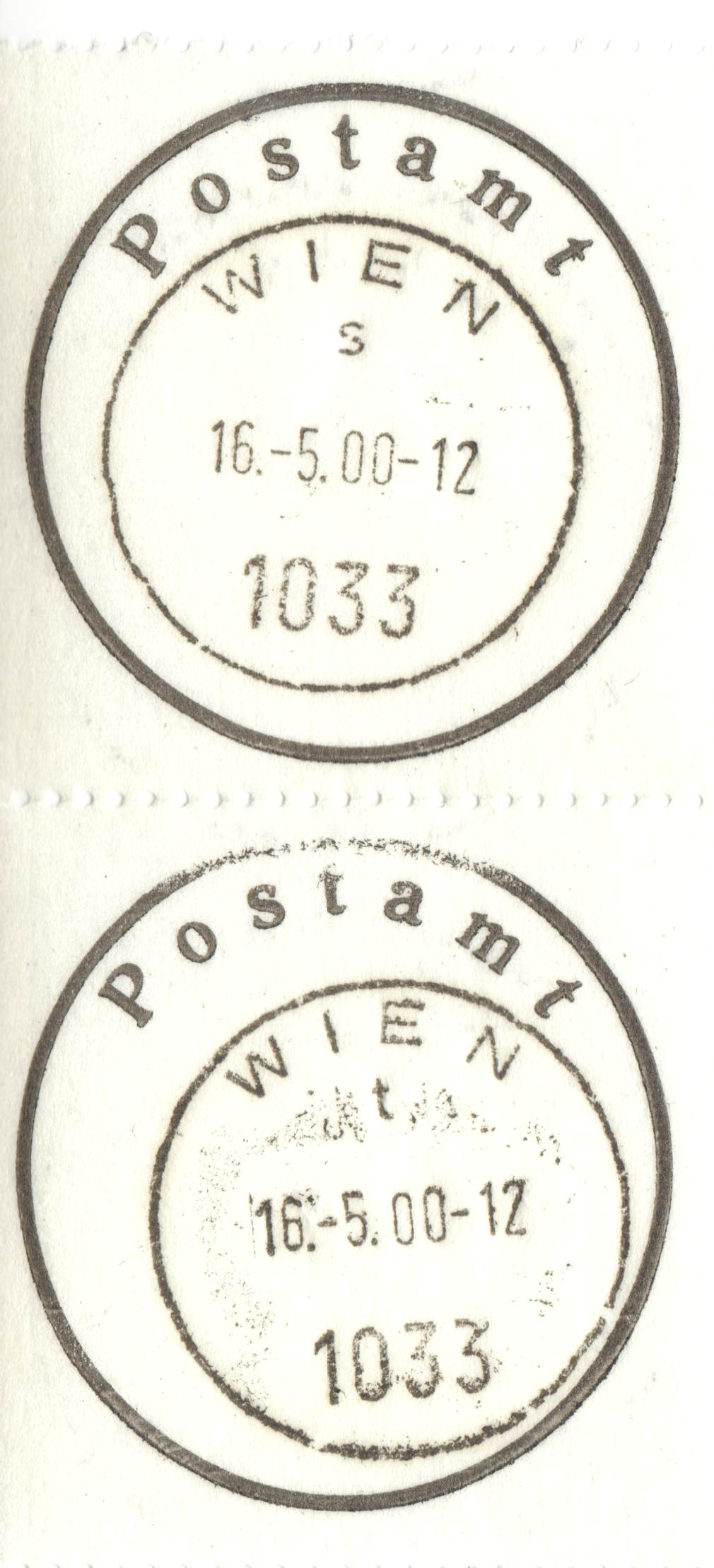
Az üzemen kívül helyezett bécsi 1033-as hivatal postabélyegzője, 200. május
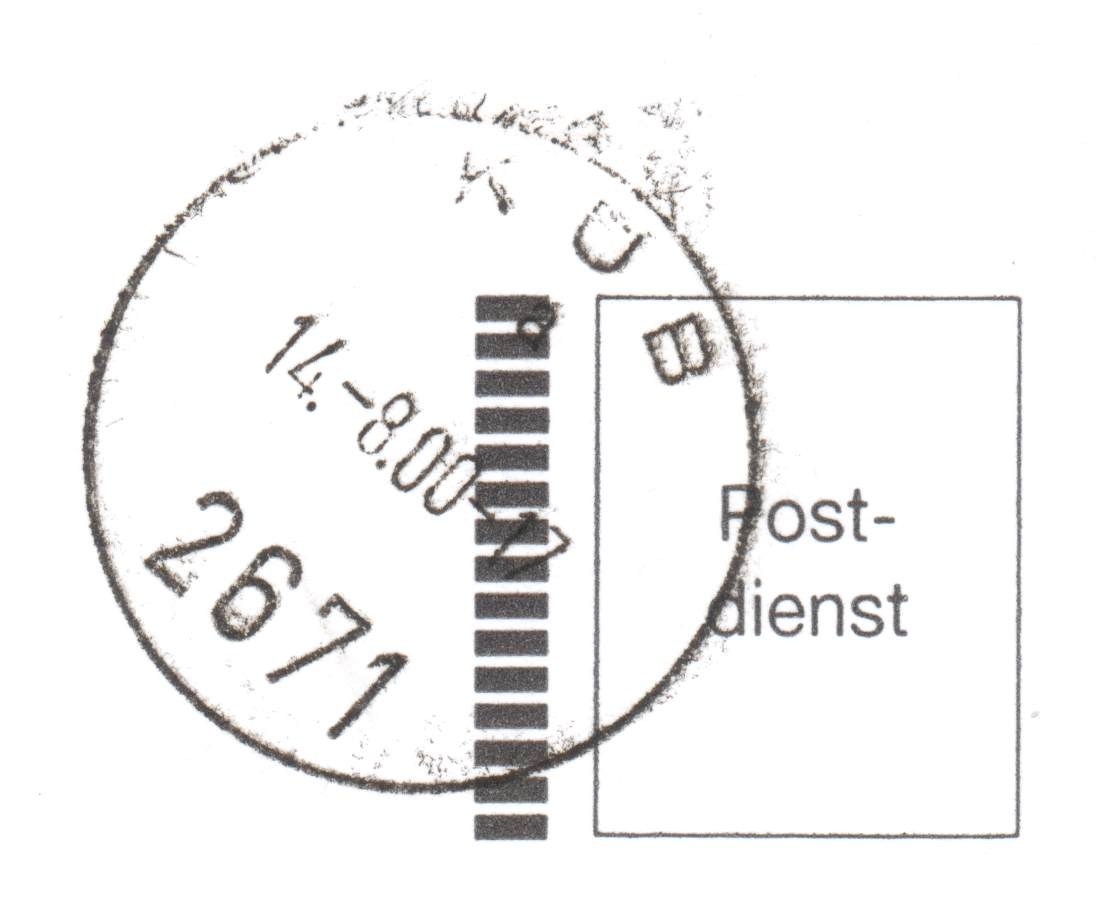
Küb történelmi postahivatalának bélyegzője 2000. augusztus Különlegessége: Szolgálati boríték.
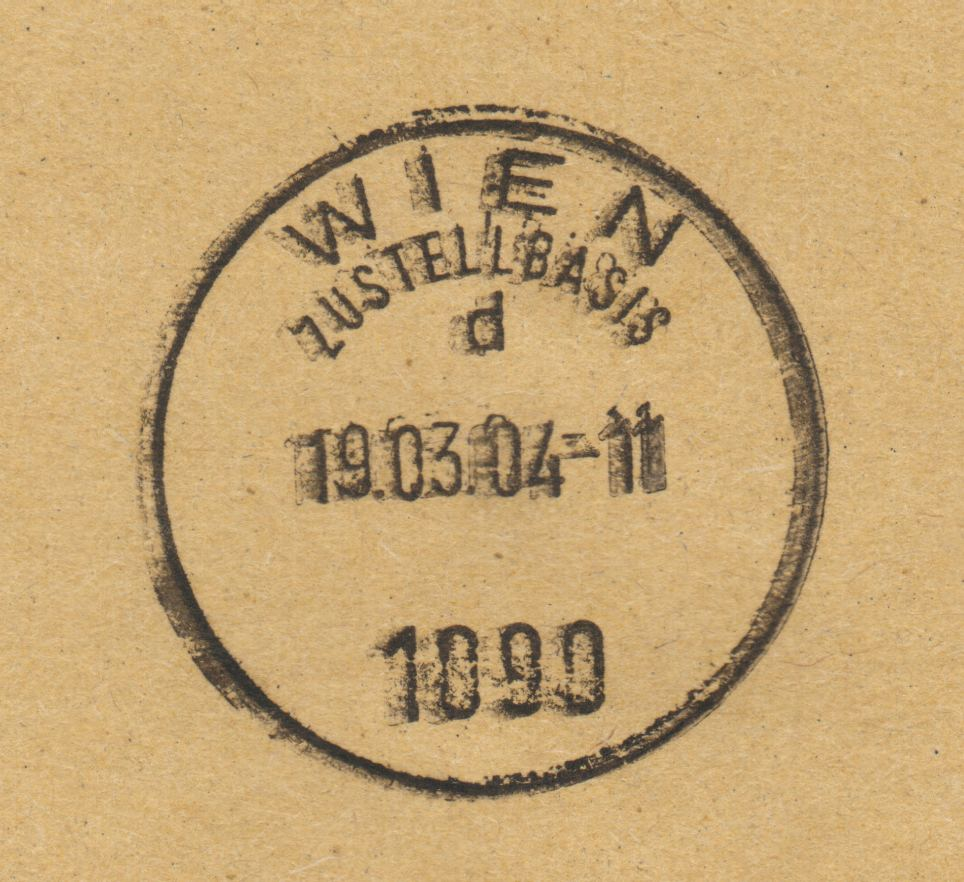
A bécsi 1090-es kézbesítő bázis beérkezési bélyegzője, 2004. március
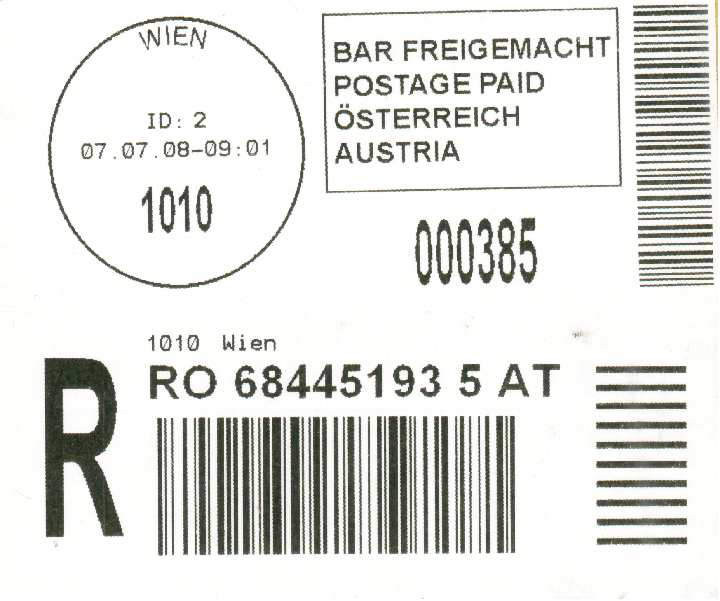
Nyomott postabélyegző idő és az ajánlottság megjelölésével

### Svájc

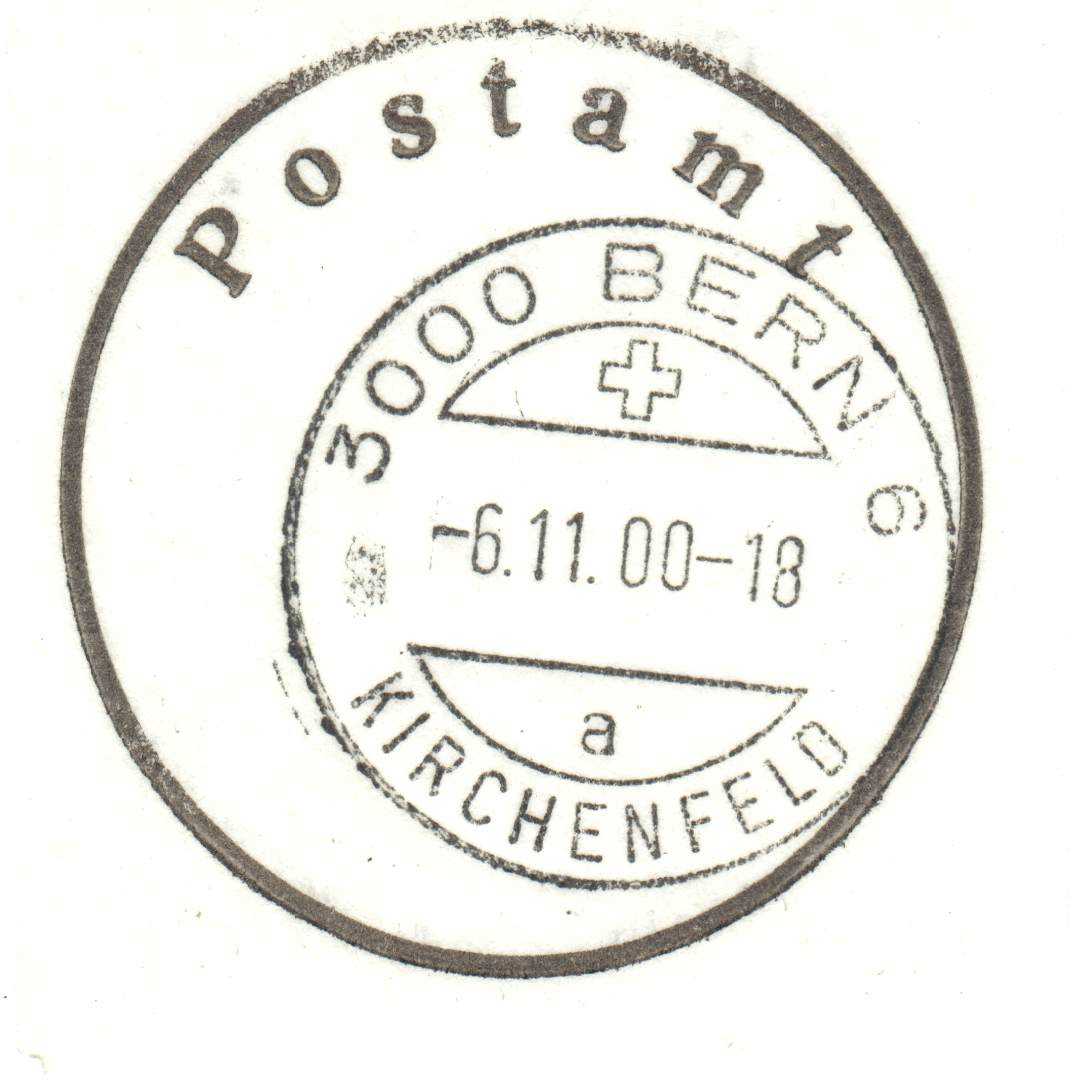
A Bern 6-os hivatal bélyegzője,  2000 november.

## Postai bélyegző, mint gyűjtemények tárgya

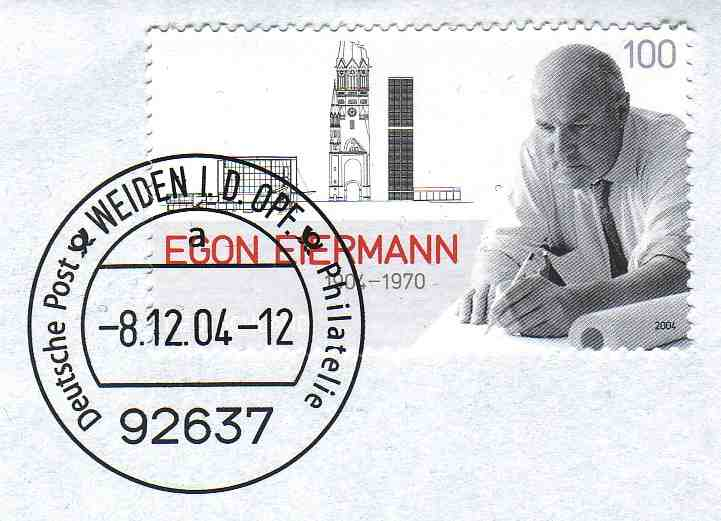
Alkalmi bélyeg „Egon Eiermann 100. születésnapjára“ 2008. december 8-i, a weideni filatéliai szerviz keletbélyegzőjével

A filatélia gyors terjedésével megnövekedett az érdeklődés a bizonylatokon szereplő postai bélyegzők iránt. Sőt e speciális filatéliai terület számára külön katalógusok jelentek meg. Mindenekelőtt a bélyegek megjelenési időszakából és a filatélia megjelenése előtti időkből való postai bélyegzők iránt erős az érdeklődés. Kedveltek a helytörténeti gyűjtemények, melyek a régió postai bélyegzői révén a terület postatörténeti dokumentumai, vagy pedig olyan bélyegzők, melyek egy meghatározott forgalmi utat jelölnek meg, például a vasúti posta meghatározott útvonalait és korszakait, vagy például a Zeppelin posta, illetve a DO-X-posta. Gyűjtik az egyes témákra használt alkalmi bélyegzőket vagy adott helyek bélyegzőit.
Elsőnapi leveleket is gyűjtenek: elsőnapi bélyegzővel ellátott borítékok a bélyegek megjelenési napján.

## Hamisítványok
Ezeknek alapvetően két válfaja van:
- Hamis bélyegző: Valódi bélyegeken hamis bélyegzés. Néhány bélyegkiadásnál ugyanis lehetséges, hogy a postatiszta bélyegek értékének többszörösét éri a bélyegzett, ami a hamisításra buzdíthat..
- Bélyegzés hamisítvány: Igazi, mégis visszadátumozott bélyegzőket ütnek valódi bélyegekre ilyenkor. Ezt sokkal nehezebb kideríteni, mint a hamis bélyegzőt.

Ritkaságként vannak teljes hamisítványok: bélyegző és bélyeg is hamis ilyenkor. Mivel gyakran ezeket a hamisítványokat csak nagy nehézségek árán lehet kideríteni és számuk a piacon növekvő, ezért az értékes bélyegek szakértői vizsgálata nélkülözhetetlen.

## Külső hivatkozások
- 2003. évi CI. törvény a postáról[halott link]
- Tájékoztató a postáról szóló 2003. évi CI. törvény módosításáról
- Nemzeti Hírközlési Hatóság Hivatala – a Magyar Posta Részvénytársaság piacfelügyeleti ellenőrzése, Ügyiratszám: PS-1881-7 /2004. [halott link]
- Ötmillió forintos bírságot szabott ki a Magyar Postának a Hírközlési Felügyelet Archiválva 2008. szeptember 26-i dátummal a Wayback Machine-ben
- Alkalmi és elsőnapi bélyegzések
- Megnyitotta kapuit a Szeretet Posta – Nagykarácsony alkalmi bélyegzője
- Stempeldatenbank, ca. 100.000 Stempelgeräte, ca. 400.000 Orte im Ortsverzeichnis
- Briefmarken- und Stempel-Datenbank, elektronischer Katalog mit Wertangaben für alle Briefmarken weltweit
- Briefmarken und Stempel der Deutschen Post mit Abbildung, Anlass und Ausgabetag/Einsatzdatum (Archiv "Philatelie aktuell")
- Wolf Dieter Stephan: Kleine Stempelkunde – Teil V (PDF) (191 kB)
- Wolf Dieter Stephan: Kleine Stempelkunde – Teil VI (PDF) (444 kB)

## Fordítás
- Ez a szócikk részben vagy egészben  a   Poststempel című német Wikipédia-szócikk fordításán alapul.  Az eredeti cikk szerkesztőit annak laptörténete sorolja fel. Ez a jelzés csupán a megfogalmazás eredetét és a szerzői jogokat jelzi, nem szolgál a cikkben szereplő információk forrásmegjelöléseként.

### Szakirodalom
- A Magyar Bélyegek Monográfiája, az I. és VI. kötet Kostyán Ákos által írt fejezetei. A MABÉOSZ kiadása Budapest 1966. ill. 1973.
- Gudlin Tamás: Magyarország klasszikus postabélyegzői, szerzői kiadás, Győr 2004
- Márfai-Szép: Magyarország postahivatalainak és postaügynökségeinek hely-, keletbélyegzői (1871-1920), Budapest 1995,
- E. Müller: Die Poststempel auf der Freimarkenausgabe 1867 von Österreich und Ungarn – Teil Ungarn Verlag "Die Postmarke" Wien, 1930
- G.S.Ryan: The Cancellations of Hungarian Post Offices on the Stamps of Austria 1850-1867, RPS, London, 1980
- G.S.Ryan: Abstempelungen der ungarischen Postämter auf der ersten Ausgabe von Ungarn I-II, RPS, London, 1988

## Lásd még
- Postabélyeg